# Hans Leo Przibram

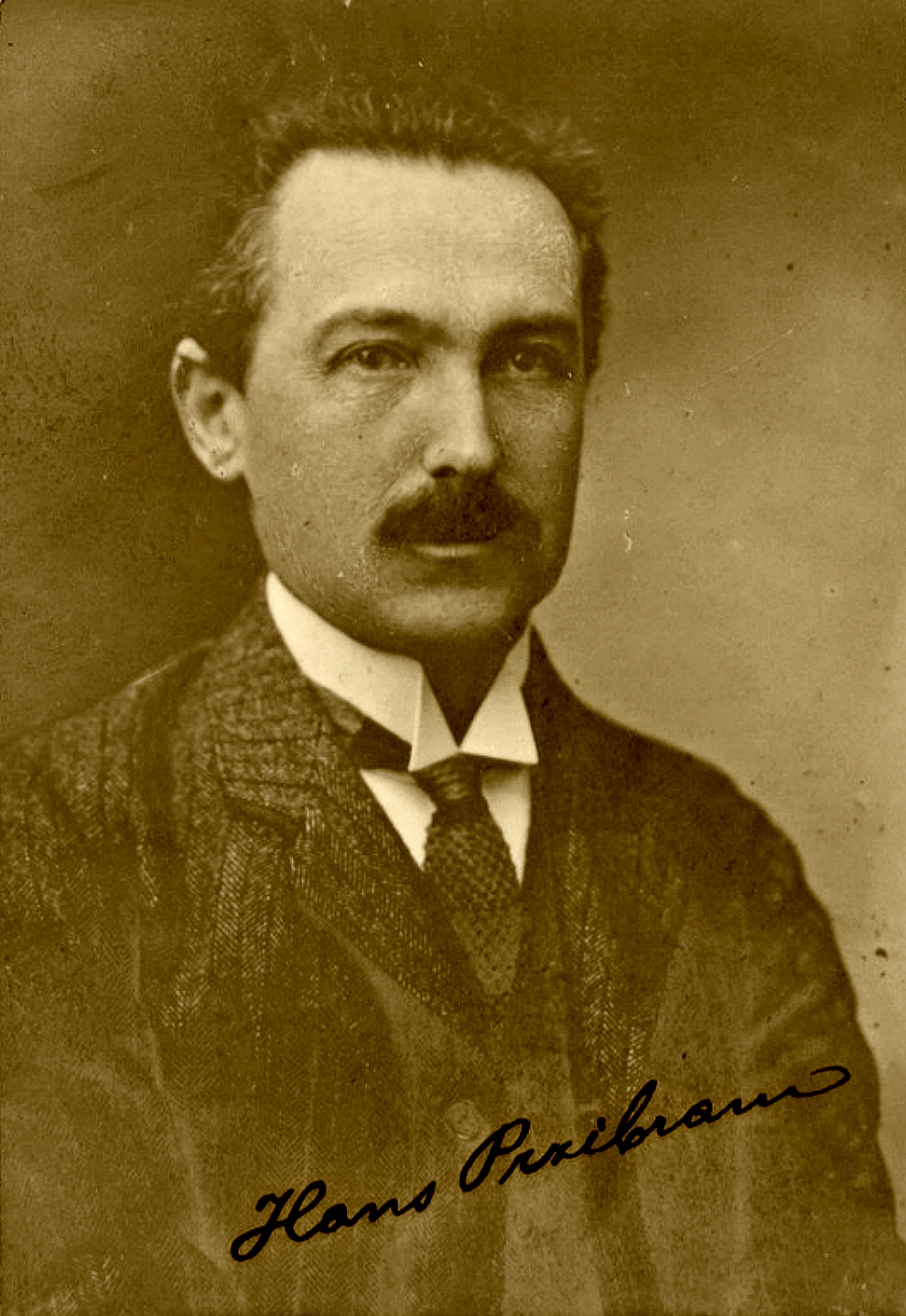
Hans Leo Przibram

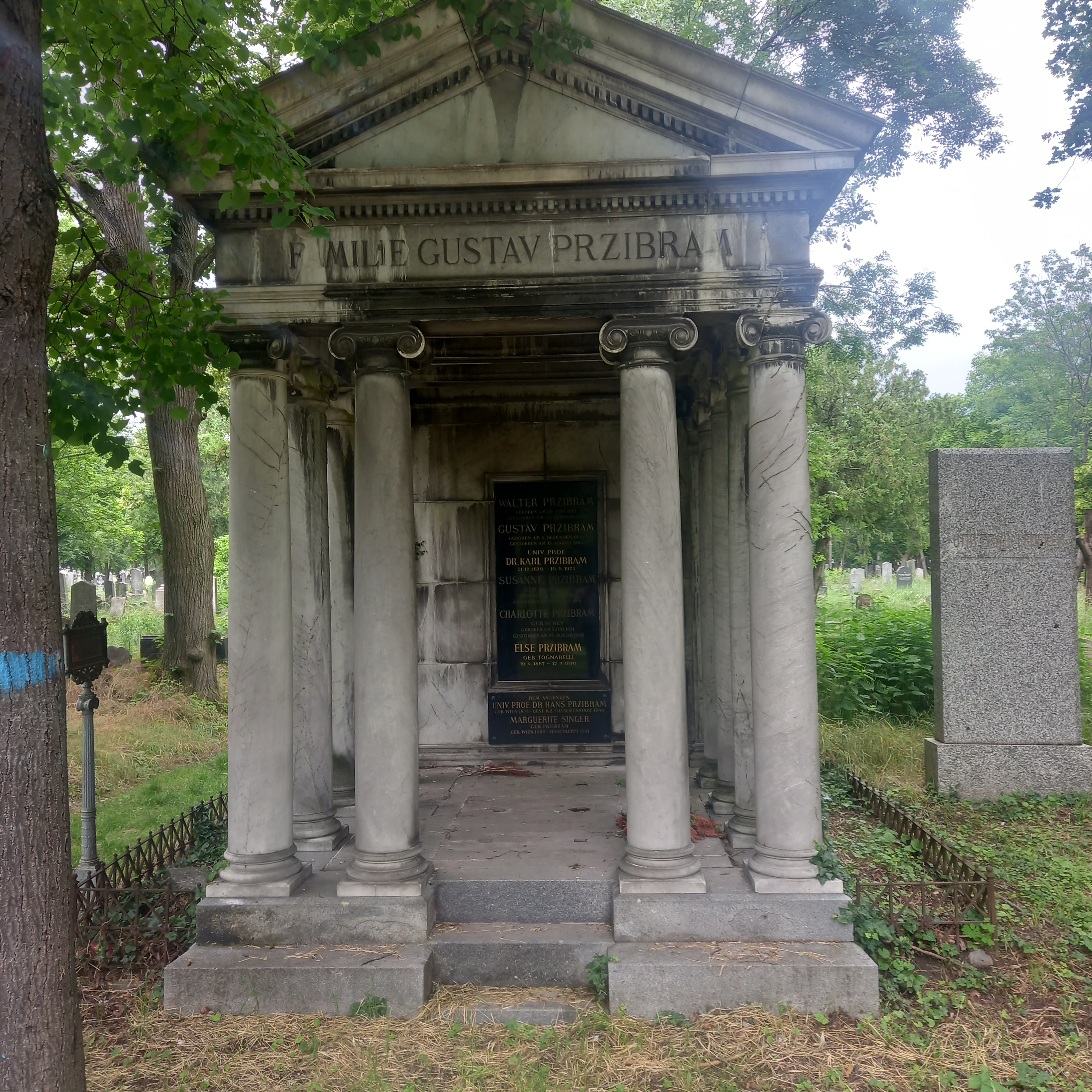
Mausoleum der Familie Przibram auf dem jüdischen Teil des Zentralfriedhofs Wien mit Gedenktafel für Hans Leo Przibram

Hans Leo Przibram [ˈpʃɪbram] (* 7. Juli 1874 in Lainz bei Wien; † 20. Mai 1944 im KZ Theresienstadt) war ein österreichischer Zoologe und der Begründer der experimentellen Biologie in Österreich.
Przibram gründete als Privatmann die erste Station für experimentelle Biologie, die Biologische Versuchsanstalt im Vivarium in Wien, konstruierte dort für seine Versuche Kammern mit konstanter Temperatur und entwickelte die „autophore Transplantation“. Er war Mentor des Biologen Paul Kammerer und schrieb eine siebenbändige Experimentalzoologie.

## Leben

### Familie
Przibrams Eltern waren der aus Prag stammende Fabrikant und Abgeordnete zum Böhmischen Landtag Gustav Przibram (* 1844; † 15. August 1904 in Kreuzlingen) und seine Gattin Charlotte geb. Freiin Schey von Koromla.
Przibrams Vater zeigte lebhaftes Interesse an den Naturwissenschaften und ihren technischen Anwendungen, und so beleuchtete er seine Wohnung im Haus Wien 1., Parkring 18, mittels von ihm zusammen mit H. Scholz und W. Wenzel entwickelter Batterien neuartiger galvanischer Zellen als eine der ersten in Wien elektrisch.
Przibrams Bruder, der Physiker Karl Przibram (1878–1973), beschreibt das Milieu in einer autobiografischen Skizze seiner Kindheit und Jugend:

„Der in meinem Elternhaus herrschende Geist war der des gebildeten jüdischen Bürgertums der liberalen Ära, mit seinem unbedingten Glauben an den Fortschritt und seiner Aufgeschlossenheit für alle Errungenschaften der Kunst und Wissenschaft. Zu meinen Onkeln gehörten die Juristen Josef Unger und Josef Schey sowie der Chemiker Adolf Lieben. Mein Vater selbst, übrigens ein begabter Dichter und voll tiefen sozialen Empfindens, interessierte sich sehr für die technischen Anwendungen der Naturwissenschaften. Er war an der Erfindung einer galvanischen Batterie beteiligt, mittels welcher er anfangs der achtziger Jahre unsere Wohnung beleuchtete.“

Frühzeitig erwachte in Przibram das Interesse an der Tierwelt. Die damals noch ländliche Umgebung seines im Jahr 1892 von Wien eingemeindeten Geburtsortes mit ihrer undezimierten Insektenwelt gab seinem Sammeleifer Nahrung (vgl. Lainzer Tiergarten).

### Studien
Nach Absolvierung des Akademischen Gymnasiums begann er in Wien das Studium der Zoologie (1894–1899). Dominierende Persönlichkeit seiner Studienzeit war Berthold Hatschek, Ordinarius für Zoologie an der Wiener Universität. 1899 wurde er an der Wiener Universität zum Dr. phil. promoviert. Im September 1903 wurde Przibram zum „Privatdozenten für Zoologie mit besonderer Berücksichtigung der experimentiellen Morphologie“ ernannt; in diesem Fach habilitierte er sich 1904. 1913 wurde er a. o. Professor für experimentelle Zoologie. Aufenthalte in den zoologischen Stationen in Triest, Neapel und Roscoff (Bretagne) machten Przibram mit der Meeresfauna vertraut. Im Jahr 1916 wurde er zum Mitglied der Wissenschaftsakademie Leopoldina gewählt.

### Biologische Versuchsanstalt

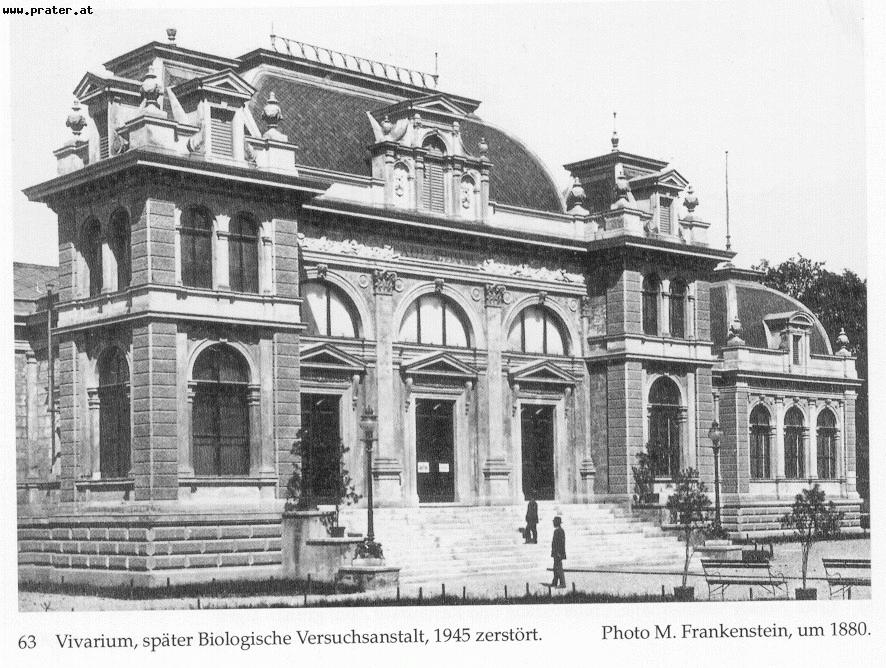
Das 1945 zerstörte Vivarium im Wiener Prater (1880)

Der große Wendepunkt seines Lebens ergab sich, als das „Vivarium“ im Wiener Prater 1902 zum Verkauf angeboten wurde. Das Neorenaissance-Gebäude am nördlichen Rand der Prater-Hauptallee, nahe dem Wiener Riesenrad (etwa dort, wo sich heute der Schulverkehrsgarten befindet), war als Schauaquarium gebaut worden war und wurde später, auch von Landtieren bevölkert, „Vivarium“ genannt. Es bildete zuletzt einen Teil des kleinen zoologischen Gartens, der im Prater bestand. Dieser Tiergarten geriet in finanzielle Probleme, wahrscheinlich infolge der Konkurrenz des Tiergartens Schönbrunn, und so musste das Gebäude schließlich verkauft werden. Przibram kaufte das Vivarium aus der Konkursmasse gemeinsam mit seinem Freund, dem Botaniker Leopold von Portheim, einem wohlhabenden Privatgelehrten; den beiden schloss sich dann auch der Botaniker Wilhelm Figdor (1866–1938) an.
Das Gebäude wurde 1903 als private Forschungsanstalt für experimentelle Biologie eingerichtet und erhielt die Bezeichnung „Biologische Versuchsanstalt“ (BVA). Es wurden zunächst drei Abteilungen geschaffen: eine zoologische, eine botanische und eine pflanzen-physiologische, unter den Leitern Przibram, Portheim und Figdor.
Zeitweise bestand auch eine physiologische Abteilung unter Eugen Steinach, bekannt durch seine Versuche zur Geschlechtsbeeinflussung und „Verjüngung“, und eine physikalisch-chemische unter Wolfgang Joseph Pauli (1869–1955), bedeutender Kolloidchemiker und Vater des Physikers und Nobelpreisträgers Wolfgang Pauli.
Visionär war das für die wissenschaftliche Arbeit bestimmende Organisationsprinzip, ein komplexes Forschungsgebiet wie die Biologie im Zusammenwirken verschiedener Teildisziplinen zu bearbeiten. Die Synthese von botanischer, zoologischer, chemischer und physikalischer Forschung fand hier schon statt, als von interdisziplinärer Forschung im Allgemeinen noch nicht die Rede war.
Neben den notwendigen Arbeitsräumen, Zimmern für die Mitarbeiter und Laboratorien wurden Ställe, Freilandterrarien und Glashäuser, Garten- und Hofparzellen, Temperaturkammern, sechs zementierte Becken sowie ein großes Froschbassin errichtet.
Als Assistenten hatte Przibram 1903 einen jungen Mann aufgenommen, der sich ihm besonders durch sein großes Geschick in der Aufzucht von Tieren empfohlen hatte, Paul Kammerer, der später zum berühmtesten Biologen seiner Zeit wurde. Przibram berichtete später:

„Wir suchten bei der Errichtung der biologischen Versuchsanstalt nach einem Mitarbeiter, der die Terrarien und Aquarien anlegen und dem Kleingetier die Anstalt wohnlich machen sollte. Durch einen Zeitungsartikel Kammerers über seine Tierpflege auf ihn aufmerksam gemacht, suchte ich ihn auf und fand einen begeisterten und geschickten Mitarbeiter. In ihm steckte eine Anlage zur musikalischen Betätigung und ein Großteil Künstlernatur ebenso wie die Fähigkeit zur genauesten Naturbeobachtung und insbesondere eine Liebe zu allen lebendigen Geschöpfen, die ich sonst noch an keinem anderen gesehen habe. Hier lag der Angelpunkt seines ganzen Wesens. Er richtete namentlich die für biologische Versuche so wichtige Pflege der Amphibien und Reptilien vorbildlich ein. Ich habe kaum jemanden gekannt, der dafür alle Voraussetzungen so erfüllt hätte wie er.“

1904 unternahm Przibram gemeinsam mit Leopold von Portheim und Paul Kammerer eine Expedition in den Sudan, die ihm nicht nur Gelegenheit gab, tropische Tiere in ihrer natürlichen Umgebung zu beobachten, sondern auch reichliches Untersuchungsmaterial für die BVA einbrachte, so die Eierkokons der dortigen Form der Gottesanbeterin, und ihm viel Stoff zu späteren Arbeiten lieferte.
Przibrams Reisen führten ihn durch die meisten Länder Europas und nach Nordamerika, wo er Naturschutzparks und Höhlen zum Studium ihrer eigenartigen Fauna besuchte. Tiefen Eindruck machte auf ihn in den USA die Begegnung mit dem großen Physiologen Jacques Loeb.
Um die Biologische Versuchsanstalt auf eine sicherere Grundlage als die eines Privatinstituts zu stellen, schenkten die Gründer die Anstalt samt einem Stiftungskapital von 300.000 Kronen (etwa 2 Millionen Euro) am 1. Jänner 1914 der k.k. Akademie der Wissenschaften in Wien, die dafür die Gründer als Leiter der einzelnen Abteilungen beibehielt. Die Verbindung mit der Akademie hielt ein von dieser eingesetztes Kuratorium aufrecht, dessen erster Vorsitzender der Botaniker Richard Wettstein war.
Przibrams Bestreben war auf die quantitative Ausgestaltung der Biologie gerichtet. Die erste Vorbedingung hierzu war die Konstanthaltung äußerer Faktoren, die auf die Lebensvorgänge Einfluss haben können, und hier vor allem die Temperatur. Przibram konstruierte verschiedene Kammern mit konstanter Temperatur zu einer Zeit, da von „Klimaanlagen“ noch nicht die Rede war. In zwei Zimmern, eines für höhere, eines für tiefere Temperaturen, wurden je vier Abteilungen geschaffen, in denen mittels automatisch regulierter Heiz- und Kühlanlagen die Temperatur mehrere Jahre hindurch, bis auf geringfügige Schwankungen, auf verschiedenen konstanten, von fünf zu fünf Grad abgestuften Werten gehalten werden konnte. So war es möglich, Versuche bei konstanten Temperaturen zwischen +5° und +40 °C anzustellen. Auch die Regulierung der Feuchtigkeit war vorgesehen. Die neuen Temperaturkammern stellten eine Pionierleistung der Regelungstechnik dar.
Im Ersten Weltkrieg musste ein Teil der Anstalt in ein Verwundetenspital umgewandelt werden, und Przibram wurde zur Infanterieausbildung eingezogen.
1932 wurden die alten Schauaquarien wieder in Betrieb genommen, wobei Przibram neue Charakteristika einführte: Jeder Behälter stellte faunistisch und floristisch einen unterschiedlichen Lebensraum dar, wie Teich, Fluss, tropisches Meer usw. Die Schau war allgemein zugänglich, für Schulen wurden Führungen veranstaltet. Das Vestibül beherbergte zudem eine einzigartige Sammlung natürlicher und künstlicher Missbildungen, die Przibram zusammengetragen hatte.

### Untergang
Im April 1938, nach dem „Anschluss“ ans Deutsche Reich, wurde Przibram vom nationalsozialistischen Akademieleiter Fritz Knoll als Jude aus „rassischen“ Gründen seiner Stellungen enthoben und durfte die von ihm gegründete und jahrzehntelang geleitete Anstalt nicht mehr betreten; auch seine große Privatbibliothek musste er dort lassen. Arthur Koestler, der Biograph Paul Kammerers, schrieb 1971:

„Der Gefahr, die Hitler für Österreich darstellte, war er sich überhaupt nicht bewusst. Sein früherer Mitarbeiter Paul Weiss, damals an der University of Chicago, machte sich erbötig, ihm eine Position in Amerika zu verschaffen. Przibram lehnte ab; er wollte nicht glauben, dass Österreich in Barbarei versinken könnte.“

Fritz Knoll wirkte 1939 auch daran mit, Przibram weiteres Geld abzupressen, bevor er das Land verlassen durfte. Er und sein Bruder mussten zwei Häuser an der Ringstraße und Mobiliar um Spottpreise verkaufen.
Im Dezember 1939 gelang es Przibram, mit seiner Frau nach Amsterdam auszuwandern, wo er dank dem Entgegenkommen dortiger Kollegen zunächst noch seine Arbeit über den Chemismus der Zirbeldrüse fortsetzen konnte. Nach der Okkupation der Niederlande wurde das Ehepaar am 21./22. April 1943 mit Transport 24/1 ins Konzentrationslager Theresienstadt im besetzten Böhmen deportiert.
Przibrams Bruder Karl, der 1939 nach Brüssel emigriert war, wo er die deutsche Okkupation im Untergrund überleben konnte, erhielt noch aus Amsterdam eine vom 21. April 1943 datierte Karte seines Bruders: „Wir sind aufgefordert worden, nach Theresienstadt zu fahren …“ Am 20. Mai 1944 starb Hans Leo Przibram im KZ Theresienstadt an Entkräftung. Seine Frau Elisabeth beging tags darauf Selbstmord durch Vergiften. Die Londoner „Times“ brachte am 16. Juli 1945 einen Nachruf.
Am 14. März 1946 erfolgte die formale Todeserklärung durch das Landesgericht für Zivilrechtssachen Wien.

### Familie
Przibram war in erster Ehe mit Anna Gräfin Komorowska verheiratet, die einer alten polnischen Familie entstammte. Dieser Ehe entstammten die drei Töchter Marguerite, Vera und Doris. Nach dem Tod der ersten Ehefrau im Jahr 1933 heiratete Przibram 1935 die Witwe Elisabeth Fröhlich, geb. Ruhmann, die eine Stieftochter in die Ehe mitbrachte. Elisabeth Fröhlich war jüdischer Herkunft. Przibram wohnte im 13. Wiener Gemeindebezirk, Hietzing, im Bezirksteil Ober-St.-Veit, Hietzinger Hauptstraße 122.

## Wissenschaftliche Arbeiten
Przibrams Arbeiten betrafen die verschiedensten Gebiete der Experimentalzoologie: Regeneration und Transplantation, quantitative Wachstumsstudien, den Einfluss der Temperatur auf die Lebensvorgänge, den Chemismus des tierischen Farbkleides und seine Beeinflussung durch äußere Faktoren und die Analogien zwischen Lebewesen und Kristallen. Über den Chemismus der Zirbeldrüse hinterließ er ein umfangreiches Manuskript.
Für die Transplantation hat Przibram ein neues Verfahren eingeführt, das er „autophore Transplantation“ nannte. Die Transplantate werden in verschiedene vorgegebene Höhlungen des Körpers eingefügt, wo sie leicht ohne weitere Beeinflussung der Wundflächen festgehalten werden. Dieses Verfahren wurde auch bei den Augentransplantationen Kopanys angewandt.
Bei seinen vielleicht bekanntesten Versuchen entdeckte Przibram das „Schwanzthermometer“ der Ratten: Werden diese bei verschiedenen konstanten Temperaturen aufgezogen, so zeigt sich, dass deren Schwanzlänge bei steigender Temperatur zunimmt.
Przibram beschäftigte sich auch mit der Vererbung. Beim Nachwuchs von Hauskatzen, bei denen nicht beide Augen dieselbe Farbe hatten, untersuchte er, „ob diese Ungleichmäßigkeit als Ganzes oder ob jede Seite für sich vererbt wird“. Hierbei gelang ihm der „Beweis für die Möglichkeit auch einer getrennten Vererbung beider Färbungen“. Außerdem erkannte er: „Blauäugige weiße Katzen sind stets taub.“
Przibrams Hauptwerk war seine „Experimental-Zoologie“ in sieben Bänden, erschienen 1907 bis 1930 bei Deuticke in Wien und Leipzig, in der er nicht nur seine und die Arbeiten seiner Schüler zusammenstellte, sondern auch einen Überblick über die einschlägige Literatur gab. Seine Reihe war der Versuch einer „Zusammenfassung der durch Versuche ermittelten Gesetzmäßigkeiten tierischer Formen und Verrichtungen.“.
1922 konnte er zusammen mit seiner Assistentin Leonore Brecher in mehreren Experimenten mit Schmetterlingspuppen und Ratten Paul Kammerers These der Übertragbarkeit von Modifikationen (Lamarckismus) bestätigen. Paul Kammerer war Przibrams Schüler und hatte mit den Befunden seiner Experimente an Feuersalamandern, die dem Wissenschaftsdogma widersprachen, heftige akademische Debatten ausgelöst. Przibrams und Brechers Befunde bezüglich der Geburtshelferkröte wurden später von britischen und US-amerikanischen Wissenschaftlern widerlegt.
Przibram verfügte auch über zeichnerisches Talent. Dies kam ihm nicht nur bei den Illustrationen seiner Arbeiten zugute; in Verbindung seiner Kenntnis tierischer und pflanzlicher Formen entstanden stilisierte Federzeichnungen, von denen etliche durch die Vermittlung von Adolf Loos in den Winterausstellungen der Wiener Secession in den Jahren 1899/1900 und 1900/1901 gezeigt und in der Zeitschrift „Ver Sacrum“ und im englischen „Studio“ veröffentlicht wurden. Für den Musenalmanach der Hochschüler Wiens von 1900 verfasste Przibram den Buchschmuck, zahlreiche Jugendstil-Illustrationen und Vignetten. (Die Druckanordnung leitete Adolf Loos.)
Przibram vermittelte, gemeinsam mit Emil Zuckerkandl, Künstlern wie Gustav Klimt in Vorträgen, die durch Berta Zuckerkandl vermittelt wurden, auch Einblicke in die naturwissenschaftliche, zum Teil mikroskopische Bilderwelt ihrer Zeit, die Klimt etwa in seinem Bild „Danae“ (1907) durch die Darstellung von Blastocysten verwendete.

## Przibrams Schüler
Im Lauf der Jahre hat Przibram eine Reihe von Schülern ausgebildet, etwa Paul A. Weiss und Karl von Frisch.
Viel Aufsehen erregte die Affäre Paul Kammerer. Diesem gelang es dank seinem Geschick in der Aufzucht von Tieren, namentlich verschiedene Amphibien unter veränderten Bedingungen Generationen hindurch aufzuziehen. Przibram schrieb dazu später:

„Dies war allerdings nicht unbedingt ein Vorteil, denn der Hauptwert der experimentellen Methode besteht gerade darin, daß unter gleichen Versuchsbedingungen immer wieder dieselben Resultate erzielt und bei Nachprüfung bestätigt werden können. Gelingt es dem Nachuntersucher nicht, die Tiere ebensolange oder ebenso viele Generationen hindurch am Leben zu erhalten wie dem ersten Beobachter, wie soll dann eine Nachprüfung zu einer Bestätigung und dadurch Sicherheit der Befunde führen?“

Kammerer behauptete, bei seinen Versuchen Veränderungen erhalten zu haben, die nur durch die Vererbung erworbener Eigenschaften erklärt werden konnten. Da dies gegen ein Dogma der herrschenden Entwicklungslehre verstieß, wurden Kammerers Ergebnisse heftig bestritten, und als es sich herausstellte, dass ein zur Überprüfung nach England geschicktes Belegexemplar nachträgliche Manipulationen erkennen ließ, glaubten die Gegner, Kammerer als Schwindler hinstellen zu können. Kammerer, der dann einen Ruf nach Russland erhielt, folgte diesem nicht, sondern beging Selbstmord. Przibram blieb stets von der Echtheit der Kammererschen Beobachtungen überzeugt und äußerte sich in Privatgesprächen wiederholt, er glaube zu wissen, wer die Fälschung zur Kompromittierung Kammerers begangen habe, könne aber mangels hinreichender Beweise damit nicht an die Öffentlichkeit treten.
Eine andere Angelegenheit, die Aufsehen erregte, war die Augentransplantation an Ratten durch Przibrams Schüler Kopany. Geblendete Ratten, denen man die Augen anderer eingesetzt hatte, verhielten sich nach einiger Zeit, wie Beobachtungen und eigens hierzu angestellte Versuche ergaben, geradeso, als ob sie sehen könnten. Dies wurde insbesondere von augenärztlicher Seite für unmöglich erklärt, und so entspann sich auch darüber eine hitzige Debatte. Kopany soll aber seine Versuche in Amerika mit Erfolg fortgesetzt haben.

## Schriften
- Versuch zur chemischen Charakterisierung einiger Tierklassen des natürlichen Systems auf Grund ihres Muskelplasmas. Friedrich Vieweg & Sohn, Braunschweig 1902.
- Einleitung in die Experimentelle Morphologie der Tiere. Deuticke, Wien 1904.
- Die Lebensgeschichte der Gottesanbeterinnen (Fang-Heuschrecken). (= Sonderdruck aus der Zeitschrift für wissenschaftliche Insektenbiologie, Band III [1. Folge Band XII], 1907, Heft 4, S. 117–122, und Heft 5–6, 1907, S. 147–152); Selbstverlag des Herausgebers, Berlin 1907.
- Experimental-Zoologie. 7 Bände. Deuticke, Wien und Leipzig 1907–1930
- Anwendung elementarer Mathematik auf biologische Probleme. In: Vortr. über Entwicklungsmechanik der Organismen. Heft III. Wilhelm Engelmann, Leipzig 1908.[11]
- Die Biologische Versuchsanstalt in Wien. Zweck, Einrichtung und Tätigkeit während der ersten fünf Jahre ihres Bestandes (1902–1907), Bericht der zoologischen, botanischen und physikalisch-chemischen Abteilung, in: Zeitschrift für biologische Technik und Methodik, Leipzig, Band 1, Heft 3 ff. (1908/09), S. 234–264.
- Die anorganischen Grenzgebiete der Biologie (insbesondere der Kristallvergleich). Mit 65 Abbildungen, Sammlung Borntraeger, Berlin, Band 10, 1926.
- Tierpfropfung. Die Transplantation der Körperabschnitte, Organe und Keime. (= Die Wissenschaft, Band 75), Vieweg, Braunschweig 1926.
- Einleitung in die physiologische Zoologie. Physikalische und chemische Funktionen des Tierkörpers Deuticke Verlag, Leipzig und Wien 1928.

## Ehrungen
- 1917: Ehrendoktor der Medizin der Universität Halle
- 1929: Ehrendoktor der Naturwissenschaften der Universität Lettlands in Riga
- Ehrenzeichen 2. Klasse des Roten Kreuzes
- Eine Gedenkstele der Leopoldina in Halle (Saale) zum Andenken von neun Mitgliedern der Akademie, die in den Konzentrationslagern der Nationalsozialisten ermordet wurden oder an den unmenschlichen und grausamen Bedingungen der Lagerhaft starben, erinnert auch an Hans Przibram[12]
- Eine Büste in der Neuen Aula in Wien (Sitz der Österreichischen Akademie der Wissenschaften)